# 間隙缺陷
間隙缺陷是點缺陷的一種，指代的是一個原子佔據了晶體晶格中本不應該存在原子的位置，或是兩個或者更多的原子共同分享一個或者多個晶格格位，但這些原子的數量總是大於其所佔的晶格格位數。間隙缺陷一般屬於晶體中高能量的構型。一些小型的原子能夠在某些晶體中的能量較低的構型處形成間隙格位，比如氫原子在鈀晶體內。晶體在輻射作用下會產生間隙缺陷，偶爾因為熱力平衡也會產生小濃度的間隙缺陷。

## 自佔間隙缺陷
自佔間隙缺陷是指只包含了晶格中本身存在的原子的間隙缺陷。

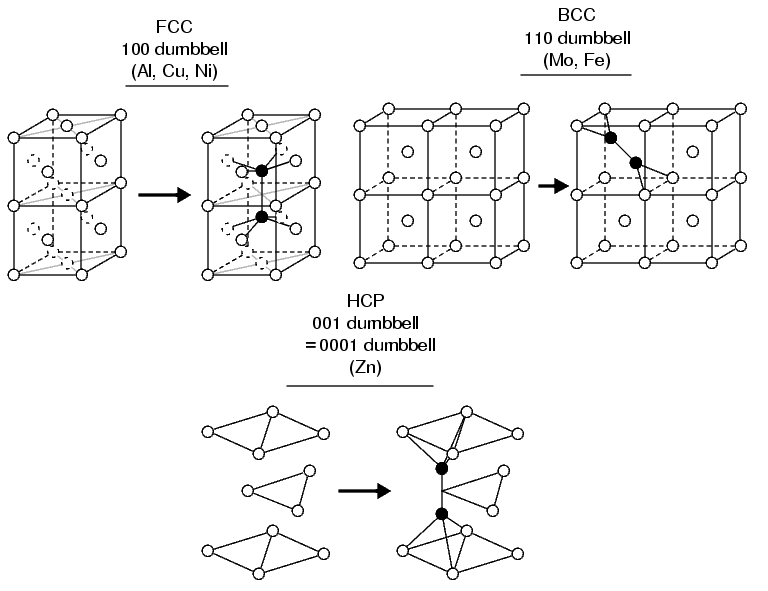
一些常見金屬中的自佔間隙缺陷結構。左邊的結構是正常晶體結構，右邊的結構是具有一個自佔間隙缺陷的晶體結構。

間隙缺陷在一些金屬以及半導體中的結構已經通過實驗得到證實。大多數的自佔間隙缺陷在金屬中以一種'分裂'結構存在，即兩個共用一個晶格格位。這兩個原子的質心處於這個晶格格位中，並按照該晶格的一個晶格方向呈對稱狀態。例如，在一些常見的面心立方（FCC）金屬，如銅，鎳和鉑等中，自佔間隙缺陷的基本結構狀態是分裂的[100]型間隙缺陷結構，即指兩個原子分別處於晶格格位的一個正的和一個負的[100]方向上。而在體心立方（BCC）的鐵中，自佔間隙缺陷的基本結構狀態則是一個分裂的[110]型間隙缺陷結構。
有趣的是，這種分裂的間隙缺陷結構常被稱為啞鈴間隙缺陷，因為在表現這種間隙缺陷的時候常常使用兩個圓球代表兩個原子，並用一根小棍相連接以代表它們之間的關係，正好是一個啞鈴的形象。
在鐵以外的BCC金屬中，自佔間隙缺陷的基本結構形態則被認為是[111]擠列形態，即是指一條長鏈型的原子列處於晶格的[111]方向，相對於正常的晶格，這條鏈中多了一個原子。

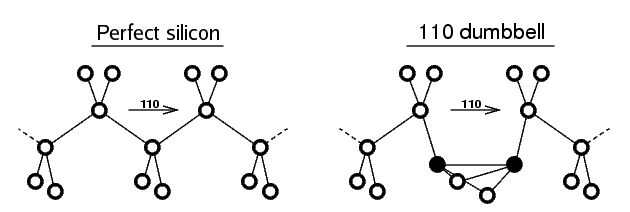
硅晶體裡的啞鈴型自佔間隙缺陷

## 腳註
1. 1 2  P. Ehrhart, Properties and interactions of atomic defects in metals and alloys, edited by H. Ullmaier, Landolt-Börnstein, New Series III vol. 25 ch. 2 p. 88- (Springer, Berlin, 1991)
2. ↑  Self-interstitial atoms in metals, Journal of Nuclear Materials 69&70 (1978) p. 465.